# Pollentia
Pollentia fue una ciudad romana y es el yacimiento arqueológico de época romana más importante en Mallorca (España). Se ubica en el término municipal de Alcudia, si bien su nombre fue heredado en época islámica por la localidad próxima de Pollensa. Fue fundada, según los autores clásicos, por el cónsul romano Quinto Cecilio Metelo, durante la conquista romana de las Islas Baleares, entre 123 y 121. No obstante, las excavaciones arqueológicas que se han practicado en la ciudad han datado la fundación de la urbe entre el 80 y 70 a. C., durante la guerra de Sertorio.

## Historia

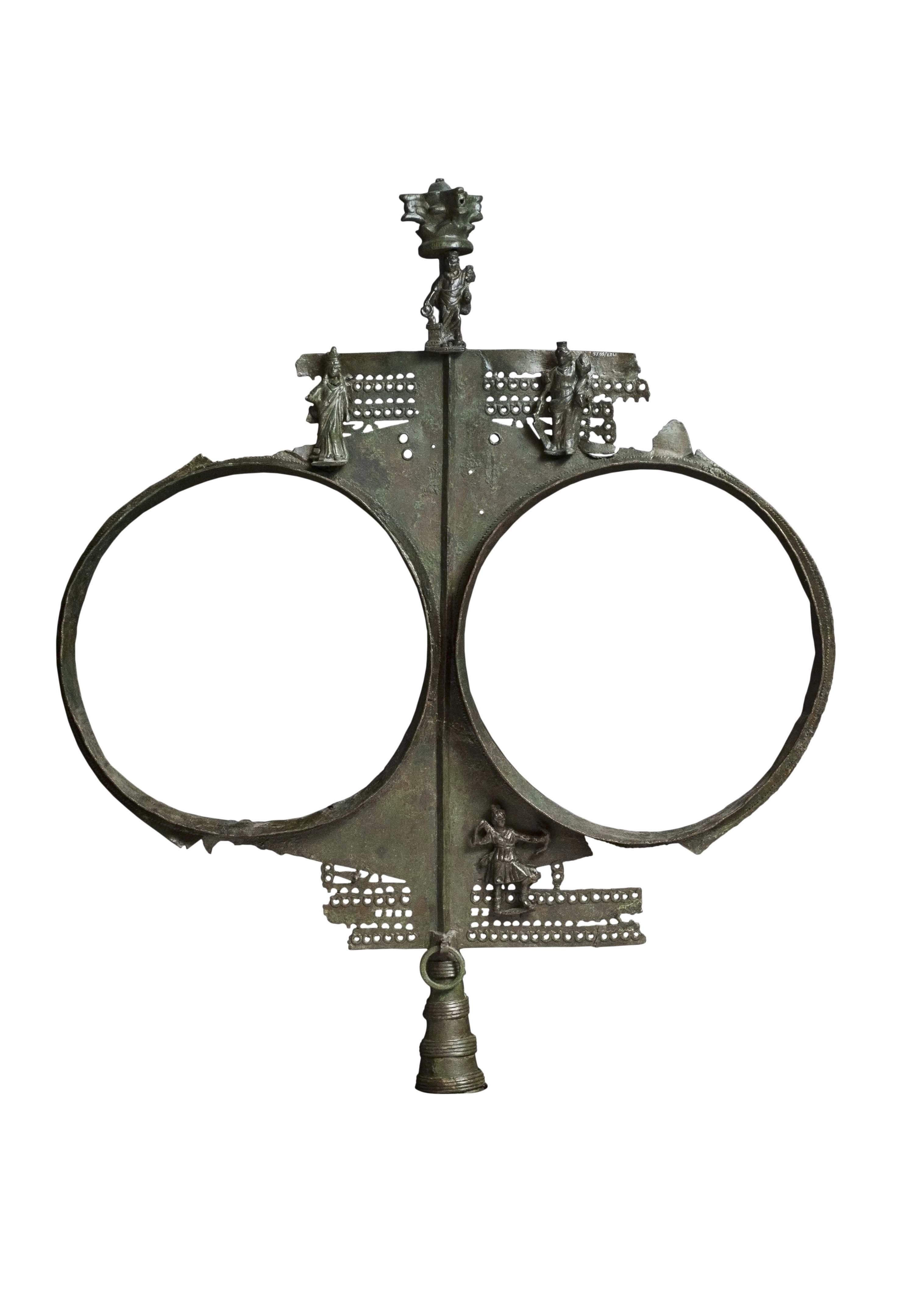
Estandarte de origen entre el y hallado en Pollentia, en 1926 (M.A.N., Madrid).

Pollentia fue fundada en la época republicana en el año 123 a. C. por el cónsul y general romano, Quintus Caecilius Metellus. A una decena de kilómetros se encontraba el pueblo prerromano y romano de la Civitas Bocchoritana (Pollensa), única ciudad federada de Mallorca.
Como yacimiento arqueológico, las excavaciones han permitido estudiar la evolución de la ciudad, documentándose ampliamente los estudios realizados. Se sabe que la vida histórica de la ciudad romana abarca desde el año 70-80 a. C. hasta el siglo XII d. C.. El asentamiento incluye una fase postalayótica, romana, vándala, bizantina y una importante etapa islámica reflejada en una necrópolis encima del foro. Así mismo, la ciudad romana tenía dos puertos a cada lado, con un importante movimiento comercial y con sus espigones o rompeolas de abrigo para el oleaje. Un puerto pequeño (Portus Minor) en la parte norte bañada por la bahía de Pollensa y otro puerto mayor (Portus Maior) al sur de la ciudad, junto el actual puerto de Alcudia.
Pollentia fue el prototipo de ciudad de provincias, comenzando como un pequeño núcleo. Fue durante la época de Augusto cuando la urbe recibió un fuerte impulso urbanístico con reformas en diversos edificios, superando una extensión de 18 hectáreas, tres veces el tamaño de la actual ciudad de Alcudia. La ciudad estaba rodeada por una muralla, posiblemente del siglo III d. C., con un foro central, una zona residencial, un teatro a las afueras, y varias necrópolis en el extrarradio.
El yacimiento fue descubierto en el siglo XVII, a través de monedas y otros hallazgos. Desde entonces, aunque con cierta irregularidad, se fue trabajando en las excavaciones. No sería hasta el año 1923 que Gabriel Llabrés y Rafael Isasi iniciarían las excavaciones sistemáticas en el yacimiento. Más tarde, en la segunda mitad del siglo, comenzarían trabajos rigurosos y sistemáticos de excavación gracias al mecenazgo de la Fundación Hispanoamericana Bryant junto con los arqueólogos Lluís Amorós, Martí Almagro y Antoni Arribas. Otras figuras destacadas en las investigaciones en torno a Pollentia fueron Miquel Tarradell, Daniel Woods, Norman Arthur Doenges, Glòria Trias y Mercè Roca i Roumens. Durante los 50, se excavó teatro romano y más adelante se trasladó el trabajo al norte, en el área residencial conocida como Sa Portella y desde 1980, el foro de la ciudad.

## Excavaciones actuales
Durante los últimos años en verano se han realizado cursos de arqueología y excavaciones con la colaboración de la Universidad de Granada dirigida por Margarita Orfila Pons. Los actuales responsables del yacimiento son Miguel Ángel Cau de la Universidad de Barcelona y María Esther Chávez, de la Universidad de La Laguna, además de la colaboración local del ayuntamiento de Alcudia. 